# Zdeněk Gudrich
Zdeněk Gudrich (21. dubna 1921 – 2019[zdroj⁠?!]) byl český a československý politik Komunistické strany Československa a poúnorový poslanec Národního shromáždění ČSSR a Sněmovny lidu Federálního shromáždění.

## Biografie
Ve volbách roku 1964 byl zvolen za KSČ do Národního shromáždění ČSSR za Severomoravský kraj. V Národním shromáždění zasedal až do konce volebního období parlamentu v roce 1968.
K roku 1968 se profesně uvádí jako náměstek předsedy ONV z obvodu Rýmařov. Jako náměstek předsedy ONV v Bruntále se Zdeněk Gudrich zmiňuje již roku 1961.
Po federalizaci Československa usedl roku 1969 do Sněmovny lidu Federálního shromáždění (volební obvod Rýmařov), kde setrval do května 1971, kdy byl zbaven poslaneckého mandátu. Po invazi vojsk Varšavské smlouvy do Československa ho Ústřední výbor Komunistické strany Československa zařadil na seznam „představitelů a exponentů pravice“. V té době je stále uváděn jako náměstek předsedy ONV Bruntál.